# SP-427
A SP-427 é uma rodovia transversal do estado de São Paulo, administrada pelo Departamento de Estradas de Rodagem do Estado de São Paulo (DER-SP).

## Denominações
Recebe as seguintes denominações em seu trajeto:
Nome:	Délcio Custódio da Silva, Rodovia
- De - até:	São José do Rio Preto - Mirassolândia
- Legislação:	LEI 2.014 DE 21/06/79

## Descrição
Principais pontos de passagem: São José do Rio Preto - Mirassolândia

## Características

### Extensão
- Km Inicial: 7,200
- Km Final: 30,181

### Localidades atendidas
- São José do Rio Preto
- Ipiguá
- Mirassolândia